# Gert-Jan van den Bemd
Gerardus Johannes Christianus Maria (Gert-Jan) van den Bemd (Breda, 28 januari 1964) is een Nederlandse kunstenaar, wetenschapsjournalist en schrijver. Met zijn korte verhalen won hij diverse prijzen, onder andere Heel Nederland Schrijft (2015), de Aspe Award (2016) en de schrijfwedstrijd van het International Literature Festival Utrecht (ILFU) in 2017. In 2018 debuteerde hij als romanschrijver met De Verkeerde Vriend bij uitgeverij Manteau. In 2019 verscheen Na de val, in 2022 Branco & Julia en in 2024 Lex bij dezelfde uitgever. Lex behaalde de longlist van de Hebban Thrillerprijs 2025 en de longlist van de Thrillzone Award. 